# Hans-Joachim Büttner
Hans-Joachim Richard Werner Büttner, am Theater auch Joachim Büttner, nach 1945 auch unter Hansjoachim Büttner geführt (* 2. November 1900 in Coburg; † 29. Juli 1973 in Potsdam), war ein deutscher Bühnen- und Filmschauspieler.

## Leben und Wirken
Der Sohn des Kammersängers Max Büttner hatte an den Universitäten von Bonn und Heidelberg Philosophie und Kunstgeschichte studiert und nebenbei Schauspielunterricht bei Ferdinand Gregori genommen. Seinen Einstand gab er 1920 am Mecklenburgischen Landestheater zu Schwerin. Als weitere Theaterstationen folgten Bonn, Wien, Darmstadt und Bremen, ehe er 1931 Berlin erreichte und dort die folgenden Jahre zunächst an den Preußischen Staatstheatern auftrat. Noch vor Kriegsausbruch 1939 war er auch als Schauspieler und Oberspielleiter in Danzig sowie als Schauspieler an der Komödie Berlin tätig. Während des Zweiten Weltkriegs musste sich Büttner mit Verpflichtungen an sogenannten Gastspieldirektionen zufriedengeben. Nach dem Krieg setzte er seine Bühnenlaufbahn als Schauspieler und Oberspielleiter an dem Städtischen Theater in Leipzig fort und entschied sich dafür, obwohl bis 1961 in Berlin-Zehlendorf wohnhaft, für DDR-Institutionen (Film wie Fernsehen) zu arbeiten.
Mit seiner Ankunft in der Reichshauptstadt wurde Büttner auch vor die Kamera geholt. Er spielte in den kommenden vier Jahrzehnten von Kleinst- bis Hauptrollen Charaktere jedweder Art: Mal einen Bankkassierer, mal einen Arzt (im nazistischen Propagandafilm Hitlerjunge Quex), mal einen Mörder (in Karl Hartls Science-Fiction-Film-Klassiker Gold), mal einen Rittmeister, mal einen Ingenieur und mal einen Redner (an der Seite von Zarah Leander in Zu neuen Ufern). Bei der DEFA, für die Büttner seit 1951 arbeitete, setzte er seine 1933 begonnene politisch opportunistische Linie fort und gab gleich in einem nunmehr kommunistischen Propagandafilm, Das verurteilte Dorf, wo er einen Minister verkörperte, seinen Einstand. In der 1956er Version von Der Richter von Zalamea übernahm Büttner schließlich die Hauptrolle des Pedro Crespo. Bis zuletzt blieb Hans-Joachim Büttner, in seiner letzten Lebensphase auch beim Fernsehen, DDR-Produktionen, die ihn oft als Honoratior, Akademiker und hochgestellte Persönlichkeit besetzten, verbunden.

## Filmografie
- 1932: Der weiße Dämon
- 1932: Eine Tür geht auf
- 1933: Schleppzug M 17
- 1933: Ein gewisser Herr Gran
- 1933: Hitlerjunge Quex
- 1934: Gold
- 1934: Mein Leben für Maria Isabell
- 1935: Die selige Exzellenz
- 1935: Stützen der Gesellschaft
- 1936: Ein seltsamer Gast
- 1936: Annemarie
- 1937: Zu neuen Ufern
- 1939: Die goldene Maske
- 1939: Brand im Ozean
- 1940: Kriminalkommissar Eyck
- 1951: Das verurteilte Dorf
- 1953: Das kleine und das große Glück
- 1954: Stärker als die Nacht
- 1955: Das Fräulein von Scuderi
- 1956: Thomas Müntzer
- 1956: Der Richter von Zalamea
- 1956: Die Millionen der Yvette
- 1957: Wo Du hin gehst…
- 1957: Reifender Sommer
- 1958: Nur eine Frau
- 1959: Maria Stuart
- 1960: Manko
- 1960: Papas neue Freundin
- 1961: Gewissen in Aufruhr (Fernsehserie)
- 1962: Die schwarze Galeere
- 1962: Freispruch mangels Beweises
- 1965: Solange Leben in mir ist
- 1965: Die besten Jahre
- 1967: Geheimcode B/13 (TV-Vierteiler)
- 1969: Drei von der K (TV-Serie, eine Folge)
- 1970: KLK an PTX – Die Rote Kapelle
- 1970: Denn ich sah eine neue Erde (TV-Vierteiler)